# Семёнов, Алексей Иванович (лётчик)
Семёнов Алексей Иванович (01.03.1889 г. Брянск — не раньше 1922 г.) — русский военный лётчик, участник Первой мировой и Гражданской войны, начальник 22-го авиационного отряда, командующий 4-м авиационным дивизионом, капитан РИА, награждён 7-ю боевыми наградами, в том числе — кавалер ордена Святого Георгия 4-й степени, кавалер Георгиевского оружия. В РККА награждён орденом Красного Знамени.

## Биография
Родился в мещанской семье в Брянске 1 марта 1889 года. Окончил Брянское 7-ми классное техническое училище, затем в 1910 году — Алексеевское военное училище. Службу проходил в 1-м Сибирском тяжелом артиллерийском дивизионе на разных технических должностях. В звании поручика 21.08.1913 года откомандирован в Отдел воздушного флота. 03.02.1914 года успешно окончил теоретические авиационные курсы при Санкт-Петербургском политехническом институте. Для обучения полётам направлен в Севастопольскую авиационную школу. Экзамен на звание «военного лётчика» сдал 23.07.1914 года. Зачислен в 28-й корпусной авиационный отряд, в составе которого встретил Первую мировую войну.
За воздушные разведки, проведённые в первый месяц войны (26, 27, 28 августа 1914 года), Алексей Семёнов был представлен к ордену Святого Георгия 4-й степени (ВП от 07.04.1915 г.). В 1915 году получил ранение при посадке аэроплана из-за взрыва бомбы, застрявшей под днищем аппарата, при бомбометании немецких позиций. После лечения возвратился на фронт, назначен начальником 22-го корпусного авиаотряда. С 11 октября 1915 года — штабс-капитан. Через год — назначен помощником командира, а потом и командующим 4-го авиационного дивизиона. За успешные проведение боевых разведок награждён орденами Святой Анны 4-й и 3-й степени. Воевал на Румынском фронте, где 28.01.1817 года произведён в Капитаны. Награждён орденом Святой Анны 2-й степени за" удачные разведки и фотографирование позиций противника", орденом Святого Владимира 4-й степени «за сбитый неприятельский самолёт и боевые разведки». Приказом № 5306 от 18.09.1917 года по 4-й армии награждён Георгиевским оружием «За то, что в воздушном бою 10 июля 1917 года, в районе деревни Сербешты (Румыния), атаковал и сбил самолёт противника». Также награждён Румынским орденом Короны (Офицерский Крест).
С 1919 года вступил в РККА. Назначен старшим инструктором в Егорьевскую школу авиации РККВВФ, получил звание «Красного военного лётчика». В 1921 году приказом РВСР № 59 награждён орденом Красного Знамени.
Сведений о дальнейшей судьбе русского лётчика Алексея Ивановича Семёнов найти не удалось.

## Награды

### Российские
- орден Святого Станислава 3-й степени
- орден Святой Анны 4-й степени
- орден Святой Анны 3-й степени
- орден Святой Анны 2-й степени
- орден Святого Владимира 4-й степени
- орден Святого Георгия 4-й степени
- Георгиевское оружие

### Иностранные
Румынский орден Короны

### Награды РСФСР
орден Красного Знамени